# Flabellum curvatum
Espèce
Statut CITES
Flabellum curvatum est une espèce de coraux appartenant à la famille des Flabellidae.